# Matthias Jacob Schleiden
Matthias Jacob Schleiden, född 5 april 1804 i Hamburg, död 23 juni 1881 i Frankfurt am Main, var en tysk botaniker, kusin till Rudolf Schleiden.
Schleiden blev juris doktor i Heidelberg 1826 och advokat, snart därefter filosofie doktor i Jena och e.o. professor i botanik där, medicine doktor i Tübingen 1843 och ordinarie professor i botanik i Jena, men lämnade sin befattning 1862 och antog 1863 för en kort tid kallelse till professor i Dorpat. 
Sitt betydelsefulla författarskap inriktade han från början på växtanatomi och utvecklingshistoria: Entwicklungsgeschichte der Samenknospe vor der Befruchtung (1837), Beiträge zur Phytogenesis (1838) med en egen, av hans förnämsta samtida motsagd cellbildningsteori, Über die Bildung des Eichens und Entstehung des Embryos bei den Phanerogamen (1839), Beiträge zur Anatomie der Cacteen (1842) m.m. 
Schleiden var dock inte någon lysande forskare. Inte desto mindre hade han en historisk mission att fylla och har kallats "den man, som botaniken då behövde". Han utgav nämligen en omfångsrik lärobok av ny art, Grundzüge der wissenschaftlichen Botanik (1842-43), i andra upplagan med undertiteln Die Botanik als inductive Wissenschaft behandelt (1845-46; fjärde upplagan 1861); i denna framlade han i ny, väckande form vetenskapens rika, dittills i de gängse läroböckerna förtegna eller oförstådda innehåll, han uppställde botaniken som induktiv forskning vid sidan av kemin och fysiken och väckte lärjungarnas iakttagelse- och omdömesförmåga genom kritisk, skarpt polemisk gallring av forskare och deras resultat. 
Få botaniska författare ha använt ett hänsynslösare skrivsätt än Schleiden, men trots att han fick många fiender och dessutom i ett par viktiga frågor, såsom cellbildningen och befruktningsförloppet, orubbligt försvarade sina oriktiga, av inga observationer stödda åsikter, ansågs han dock som sin vetenskaps pånyttfödare därigenom, att han undervisade sin samtid och särskilt den stora allmänheten i forskningens verkliga innebörd. 
Schleiden verkade flitigt i denna sin kallelse även genom populära skrifter, såsom Die Pflanze und ihr Leben (1847; sjätte upplagan 1864; flera översättningar). En del av hans vetenskapliga arbeten utgavs under titeln Beiträge zur Botanik (1844). Han utgav även Handbuch der medizinisch-pharmazeutischen Botanik (två delar, 1852 och 1857). 
Av Schleidens icke-botaniska skriftställeri förtjänar att nämnas Schellings und Hegels Verhältniss zur Naturwissenschaft (1844), Über den Materialismus der neuen deutschen Naturwissenschaft (1863), Das Meer (tredje upplagan 1885), Die Rose (1873), Die Bedeutung der Juden für die Erhaltung und Wiederbelebung der Wissenschaften im Mittelalter (1878) samt ett par diktsamlingar under pseudonymen "Ernst" (1858, 1873).
Auktorsnamnet Schleid. kan användas för Matthias Jacob Schleiden i samband med ett vetenskapligt namn inom botaniken; se Wikipediaartiklar som länkar till auktorsnamnet.